# عيون القلب (مسلسل)
عيون القلب مسلسل مصري تم انتاجه عام 2014 من بطولة ماجد المصري ورانيا يوسف ودينا فؤاد .

## أحداثه
تدور أحداثه حول حياة رجال أعمال يعيش في الولايات المتحدة والذي يجسده ماجد المصري يتعرض لمشكلات كثيرة تجعله يقرر العودة إلى مصر لكن تلك العودة لم تجلب له الإستقرار بسبب تعرضه لخداع من المقربين إليه وتتطور الأحداث الدارامية مع ظهور فتاة تدعى أنها كفيفه التي تجسد دورها رانيا يوسف وتدخل جمعية خيرية وبعد دخولها يقع في غرامها المسئول عن الجمعية ونظرا لأنها مبصرة تكتشف العديد من المشاكل والسلبيات الموجودة بالجمعية
الذي تدور أحداثه في مدى 60 حلقة

## بطولة
| الاسم        | الدور        |
| ------------ | ------------ |
| رانيا يوسف   | سميرة        |
| ماجد المصري  | عمر البنهاوى |
| دينا فؤاد    | زينة         |
| لطفي لبيب    | امين         |
| حسن عبد الله | حسن          |
| سهر الصايغ   | سامية        |
| إيهاب فهمي   | مصطفى        |
| إيمان        | مفيدة        |

- إخراج محمد مصطفى
- قصة وسيناريو وحوار فداء الشندويلي